# Bulletin of the American Mathematical Society
Il Bulletin of the American Mathematical Society è una rivista matematica trimestrale pubblicata dalla Società Matematica Americana.

## Ambito
Pubblica rassegne su argomenti di ricerca contemporanei, scritte a un livello accessibile anche a non esperti. Pubblica inoltre, solo su invito, recensioni di libri e brevi articoli di Mathematical Perspectives.

## Storia
La rivista venne inizialmente pubblicata come Bulletin of the New York Mathematical Society e cambiò nome quando la società divenne nazionale. Nel corso degli anni, la funzione della rivista è cambiata; la sua funzione originale era quella di essere una rivista di ricerca destinata ai suoi membri.

## Indicizzazione
La rivista è indicizzata in Mathematical Reviews, Science Citation Index, ISI Alerting Services, CompuMath Citation Index e Current Contents Physical Chemical and Earth Sciences.